# Makói Medáliák
A Makói Medáliák  magyar irodalmi díjat 2005-ben a József Attila-emlékév alkalmából alapította Makó város önkormányzata. A díj célja, hogy Makó városa támogassa az elsőkötetes költőket, ahogyan az egykor József Attilával is történt. A díjazott személyére szakmai kuratórium tesz javaslatot, amely 2010-től Turi Tímea, Bíró-Balogh Tamás és Orcsik Roland feladata, az ő munkájukat segíti a díjat adó város részéről Janáky Marianna. Korábban Ilia Mihály, Lator László, Füzi László és Grecsó Krisztián voltak a kuratórium tagjai, Mátó Erzsébet pedig a díjat adó város részéről segítette a mindenkori testület munkáját. A díj maga egy – Csányi Katalin szobrászművész által készített – bronzplakettből és bruttó százezer forint pénzjutalomból áll.

## A díjazottak
- 2005: Haraszti Ágnes[1]
- 2006: Kollár Árpád[2]
- 2007: –
- 2008: Bálint Tamás
- 2009: Varga Zoltán Tamás[3]
- 2010: Svébis Bence[4]
- 2011: Simon Márton[5]
- 2012: Deres Kornélia[6]
- 2013: Áfra János[7]
- 2014: Szőcs Petra[8]
- 2015: Antalovics Péter[9]
- 2016: Fekete Anna[10]
- 2017: Nagy Hajnal Csilla[11]
- 2018: Puskás Dániel[12]
- 2019: Vajna Ádám[13]
- 2020: Cirok Szabó István[14]
- 2021: Székely Örs[15]
- 2022: Lukács Flóra[16]
- 2023: Kiss Dávid[17]
- 2024: Kiss Georgina[18]